# Neozauropody
Neozauropody (Neosauropoda) – grupa dinozaurów należących do zauropodów, obejmująca większość bardziej zaawansowanych ewolucyjnie form.

## Nazwa
Powstała z połączenia przedrostka neo oznaczającego coś nowego z nazwą sauropoda oznaczają grupę wielkich dinozaurów roślinożernych.

## Wielkość
Grupa obejmowała zwierzęta o zróżnicowanych rozmiarach ciała, od gatunków osiągających kilka metrów długości (Europasaurus holgeri, Magyarosaurus dacus), po gatunki osiągające kilkadziesiąt metrów długości i kilkadziesiąt ton masy ciała, będące największymi znanymi zwierzętami lądowymi wszech czasów (Argentinosaurus huinculensis, Patagotitan mayorum, Dreadnoughtus schrani, Notocolossus gonzalezparejasi, Sauroposeidon proteles)
Należący do tytanozaurów hipselozaur składał prawdopodobnie największe w królestwie zwierząt jaja.

## Pożywienie
Dinozaury z tej grupy mogły pożywiać się zarówno niską przybrzeżną roślinnością, jak i liśćmi najwyższych drzew (rodzaje z rodziny brachiozaurów). Niewykluczone, że gatunki żyjące w stadach mogły pustoszyć w krótkim czasie całe lasy.

## Występowanie
W zapisie kopalnym znane od przełomu wczesnej i środkowej jury (toark–bajos) do końca kredy. Znane ze wszystkich kontynentów włącznie z Australią i Antarktydą.
Szczytowy okres ich rozwoju przypada na jurę; w okresie kredowym mniej liczne na kontynentach powstałych z rozpadu Laurazji, do końca kredy pozostały natomiast liczne i zróżnicowane na kontynentach powstałych z rozpadu Gondwany (głównie tytanozaury).

## Opis
Czworonożne. U poszczególnych rodzin przednie lub tylne kończyny mogą być dłuższe i potężniejsze. Tułów zazwyczaj dosyć krótki w porównaniu z całkowitymi rozmiarami zwierzęcia. Długie szyja i ogon. Głowa bardzo mała, trzymana poziomo na wysokości tułowia lub uniesiona wysoko w górę w zależności od grupy. U tytanozaurów skóra pokryta płytkami kostnymi. U form wcześniejszych mogły występować kolce.
Wysuwane dosyć często teorie o posiadaniu kilku serc przez jednego osobnika albo o występowaniu trąby u niektórych gatunków (diplodok) nie znalazły na razie potwierdzenia.

## Zwyczaje
Prawdopodobnie były to zwierzęta powolne, spędzające większość swego długiego życia na jedzeniu. Wielkie rozmiary skutecznie broniły większość z nich przed większością drapieżników, aczkolwiek niektóre gatunki wykształciły dodatkowe sposoby obrony, na przykład ogony poruszane z ogromną prędkością i przypominające bicz (diplodok).

## Systematyka
Takson ten nie posiada rangi systematycznej. Obejmuje pewną bardziej rozwiniętą grupę zauropodów. Według jednej z definicji obejmuje on saltazaura, diplodoka, ich najpóźniejszego wspólnego przodka i wszystkie gatunki pochodzące od niego.
Grupę tę dzieli się na 2 podgrupy:
- Diplodocoidea- zawiera diplodoki i rodziny pokrewne:
  - rebbachizaury
  - Flagellicaudata
    - diplodoki
    - dikreozaury
- Macronaria - zawiera jeszcze niższą grupę Camarasauromorpha:
  - kamarazaury
  - Titanosauriformes
    - brachiozaury
    - tytanozaury

## W kulturze
Sylwetka zauropoda zakorzeniła się już na dobre w kulturze popularnej. Zwierzęta te wystąpiły m.in. w filmie Park Jurajski, w cyklu Wędrówki z dinozaurami. Są bohaterami wielu bajek dla dzieci.
Dosyć szeroko rozpowszechniony jest fałszywy pogląd, jakoby te gady prowadziły wodny tryb życia. Okazuje się bowiem, że nie wytrzymałyby one ciśnienia panującego na głębokości równej wysokości ich ciała.